# Norton Manx
La Norton Manx è una motocicletta da competizione realizzata dalla casa motociclistica inglese Norton dal 1947 al 1962.
Sulla moto vennero utilizzate due differenti motorizzazioni: dapprima nel 1946–1953 un monocilindrico a corsa lunga da 499 cm³ con distribuzione DOHC a 2 valvole raffreddato ad aria per competere nella classe fino a 500 cc, ed in seguito dal 1953–1962 un motore con medesima architettura ma a corsa corta da 348 cm³ per rientrare nella classe fino a 350 cc.

## Profilo e contesto

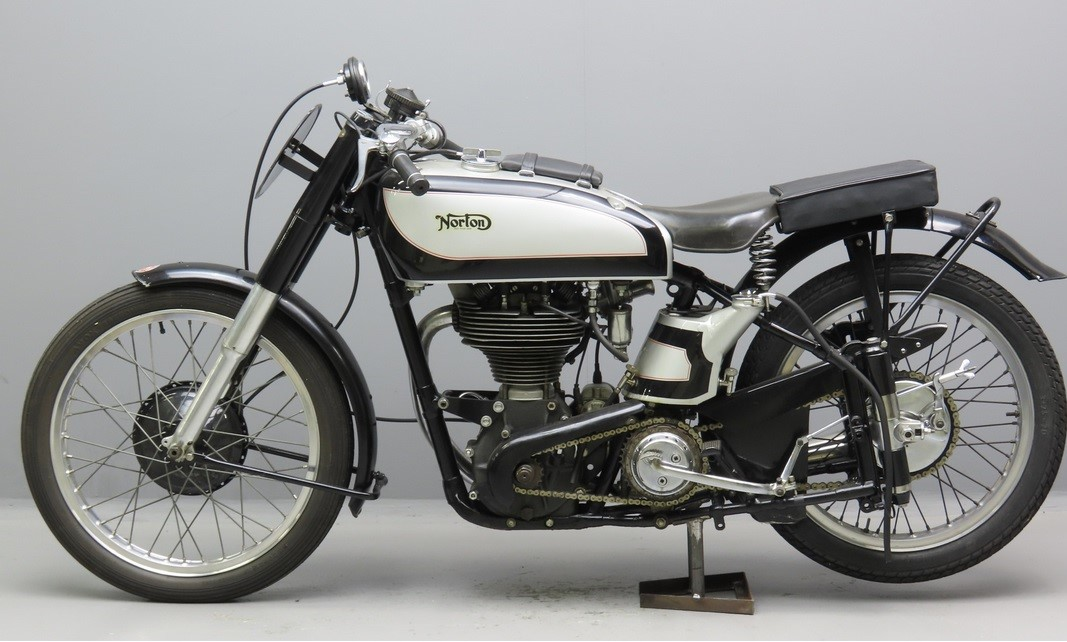
Manx 350

Il primo utilizzo da parte della Norton del nome "Manx" fu sul modello "Manx Grand Prix" prodotto dal 1936 al 1940, che era una versione speciale da corsa della Norton International. Dopo la fine della seconda guerra mondiale, il progetto della "Grand Prix" fu abbandonato e Norton riutilizzò nel 1947 il nome "Manx" per una nuova motocicletta da competizione. Essenzialmente la Manx nasceva ed era impiegata dalla Norton come moto da competizione, ma era disponibile anche una versione per la vendita a clienti privati. Nel 1950 subì un profondo aggiornamento, venendo modificato il telaio con una struttura definitiva "Featherbed" (letteralmente letto di piume per via della sua leggerezza) creata dai fratelli McCandless, con il quale la Manx ottenne notevoli miglioramenti in termini di peso, guidabilità e velocità, grazie al quale ottenne i maggiori successi sportivi e agonistici.
Viene considerata tra le moto da competizione più vincenti della sua epoca.

## Palmares

### 1951

#### Motomondiale
- nella Classe 500 con Geoff Duke[3]